# Tahar Djaout
Tahar Djaout (arabe : طاهر جاوت, en kabyle : Ṭaher Ǧaɛut, en tifinagh : ⵟⴰⵀⴻⵔ ⴵⴰⵄⵓⵜ), né le 11 janvier 1953 à Oulkhou daïra d'Azeffoun, wilaya de Tizi Ouzou, en Algérie, est un écrivain, poète, romancier et journaliste algérien, d'expression française. Grièvement blessé dans un attentat le 26 mai 1993, il meurt le 2 juin 1993 à Alger. Il est l'un des premiers intellectuels victime de la « décennie noire » en Algérie.

## Biographie

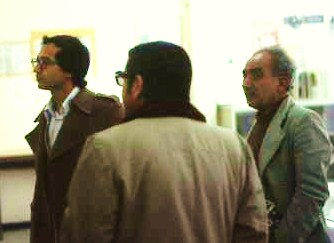
Tahar Djaout, Messaour Boulanouar et M'hamed Aoune dans une exposition de littérature, 1980

Tahar Djaout naît à Oulkhou près d'Azeffoun dont il fréquente l'école jusqu'en 1964. Sa famille s'installe ensuite à Alger.
En 1970, sa nouvelle Les Insoumis reçoit une mention au concours littéraire Zone des tempêtes. Il achève ses études l'année suivante au lycée Okba d'Alger et obtient en 1974 une licence de mathématiques à l'université d'Alger, où il s’est lié avec le poète Hamid Tibouchi.
Tahar Djaout écrit ses premières critiques pour le quotidien El Moudjahid, collabore régulièrement en 1976 et 1977 au supplément El Moudjahid Culturel puis, libéré en 1979 de ses obligations militaires, reprend ses chroniques dans El Moudjahid et se marie.
Responsable de 1980 à 1984 de la rubrique culturelle de l’hebdomadaire Algérie-Actualité, il y publie de nombreux articles sur les peintres et sculpteurs (Baya, Mohammed Khadda, Denis Martinez, Hamid Tibouchi, Mohamed Demagh) comme sur les écrivains algériens de langue française dont les noms et les œuvres se trouvent alors occultés, notamment Jean Amrouche, Mouloud Feraoun, Mouloud Mammeri, Mohammed Dib, Rachid Bey, Jean Sénac, Bachir Hadj Ali, Hamid Tibouchi, Messaour Boulanouar, Youcef Sebti, Kamel Bencheikh, Abdelhamid Laghouati, Malek Alloula, Nabile Farès…
En 1985, Tahar Djaout reçoit une bourse pour poursuivre à Paris des études en sciences de l’information et s'installe avec sa femme et ses filles dans deux petites pièces aux Lilas. De retour à Alger en 1987, il reprend sa collaboration avec Algérie-Actualité. Alors qu'il continue de travailler à mieux faire connaître les artistes algériens ou d'origine algérienne (par exemple Mohamed Aksouh, Choukri Mesli, Mokhtar Djaafer, Abderrahmane Ould Mohand ou Rachid Khimoune), les événements nationaux et internationaux le font bifurquer sur la voie des chroniques politiques.
Très critique à l'égard des organisations islamistes, il écrit en 1992 : « Comment une jeunesse qui avait pour emblèmes Che Guevara, Angela Davis, Kateb Yacine, Frantz Fanon, les peuples luttant pour leur liberté et pour un surcroît de beauté et de lumière, a-t-elle pu avoir pour héritière une jeunesse prenant pour idoles des prêcheurs illuminés éructant la vindicte et la haine, des idéologues de l’exclusion et de la mort ? ».
Il quitte en 1992 Algérie-Actualité pour fonder avec quelques-uns de ses anciens compagnons, notamment Arezki Metref et Abdelkrim Djaad, son propre hebdomadaire : le premier numéro de Ruptures, dont il est le directeur, paraît le 16 janvier 1993.
Victime le 26 mai 1993, devant son domicile à Baïnem, dans la banlieue ouest d'Alger, d'un attentat (deux balles dans la tête, tirées à bout portant), attribué dans des circonstances contestées au Front islamique du salut (FIS) dont le procès a révélé les incohérences de l'accusation officielle[réf. nécessaire], alors que vient de paraître le no 20 de son hebdomadaire et qu’il finalise le no 22, Tahar Djaout meurt le 2 juin et est enterré dans son village natal d'Oulkhou. Un bulletin du FIS dénonça « son communisme et sa haine viscérale de l’islam ». « Si tu parles, tu meurs, si tu te tais, tu meurs, alors parle et meurs. » : souvent attribués à Tahar Djaout dans les hommages qui lui sont alors rendus, ces mots semblent cependant ne figurer dans aucun de ses ouvrages.
À la suite de son assassinat, le Carrefour des littératures (Strasbourg, France) lance un appel en faveur de la création d'une structure de protection des écrivains. Cet appel réunit rapidement plus de 300 signatures, et est à l'origine de la création du Parlement international des écrivains.

## Publications
: document utilisé comme source pour la rédaction de cet article.

### Poèmes
- Solstice barbelé (poèmes 1973-1974), couverture et 3 dessins de Denis Martinez, Éditions Naaman, Sherbrooke, Québec, Canada, 1975.
- L’Arche à vau-l’eau (poèmes 1971-1973), Éditions Saint-Germain-des-Prés, Paris, 1978.
- Insulaire & Cie (poèmes 1975-1979), couverture de Denis Martinez, Éditions de l'Orycte, Sigean, 1980.
- L’Oiseau minéral (poèmes 1979-1981), couverture et dessins de Mohammed Khadda, Éditions de l'Orycte, Alger, 1982.
- L’Étreinte du sablier (poèmes 1975-1982), "Écrivains Algériens au présent" no 6, Centre de Documentation des Sciences Humaines, Université d’Oran, 1983; réédition, préface d'Abdelkader Djeghloul, Dar el Gharb, Oran, 2004.
- Pérennes (poèmes 1975-1993), précédé de "Pour saluer Tahar Djaout" par Jacques Gaucheron, couverture et encres de Hamid Tibouchi, "Europe/Poésie, Le Temps des Cerises", Paris, 1996  (ISBN 2841090566).

### Romans
- L’Exproprié (roman, 1974-1976), (Illustration de la couverture par Tahar Ouamane)Société nationale d’édition et de diffusion, Alger, 1981; réédition ENAG, Alger, 2002. Traduction en allemand, 1995.
- Les Chercheurs d'os (roman), Éditions du Seuil, Paris, 1984,  (ISBN 2020067102). Réédition dans la Collection "Points', no 824, Éditions du Seuil, 2001  (ISBN 2020484919). Traduction en allemand, 1988. Traduction en catalan, 2003.
- L'Invention du désert (roman), Éditions du Seuil, Paris, 1987  (ISBN 2020095173). Traduction en italien, 1998.
- L’Exproprié (roman, version définitive), Éditions François Majault, Paris, 1991  (ISBN 2908898012).
- Les Vigiles (roman), Éditions du Seuil, Paris, 1991  (ISBN 2020127660), Prix Méditerranée. Réédition dans la Collection Points, Éditions du Seuil, no 171, 1995. Traduction en allemand, 1998. Traduction en anglais, 2008. Traduction en portugais, 2004.
- Le Dernier Été de la raison (roman), Éditions du Seuil, Paris, 1999  (ISBN 2020367106). Traduction en anglais, 1999. Traduction en italien, 2009.
- 1954-2014, j’aurais eu 60 ans…, coffret rassemblant 4 romans de Tahar Djaout : Les Chercheurs d'os, L'Invention du désert, Les Vigiles, Le Dernier Été de la raison, Éditions Quipos, Alger, 2014.

### Nouvelles
- Les Rets de l'oiseleur (nouvelles, 1973-1981), couverture et dessins de Slama, Entreprise Nationale du Livre, Alger, 1984; réédition, ENAG, Alger, 2002.

### Essais
- Les Mots migrateurs, Une anthologie poétique algérienne, présentée par Tahar Djaout, (Youcef Sebti, Rabah Belamri, Habib Tengour, Abdelmadjid Kaouah, Hamid Tibouchi, Mohamed Sehaba, Hamid Nacer-Khodja, Tahar Djaout, Amine Khan, Daouia Choualhi), Office des Publications Universitaires (OPU), Alger, 1984.
- Mouloud Mammeri, entretien avec Tahar Djaout, suivi de "La Cité du soleil", Éditions Laphomic, Alger, 1987.
- Tahar Djaout, Ruptures et fidélités (articles de Tahar Djaout publiés dans « Ruptures » et témoignages), Comité International de Soutien aux Intellectuels Algériens (CISIA), Cahiers, no 1, Paris, 1993.
- Ali Marok et Tahar Djaout, La Kabylie, avec le concours de Farida Aït Ferroukh, préface de Mohammed Dib, éditions Paris Méditerranée, Paris et EDIF 2000, Alger, 1997.  (ISBN 2842720334)  (ISBN 978-2842720339)
- Fragments d'itinéraire journalistique, Actualité de l'émigration, mai 1986 - mars 1987, Éditions Dar El Gharb, Oran, 2004 [une quarantaine d'articles de Tahar Djaout publiés à Paris entre mai 1986 et mars 1987 dans Actualité de l'émigration].
- Youcef Merahi, Tahar Djaout, premiers pas journalistiques, éditions Alpha, 2010, 137 p. [articles de Tahar Djaout publiés à Alger entre 1976 et 1979 dans le quotidien El-Moudjahid et l’hebdomadaire Algérie Actualité].
- Une mémoire mise en signes, Écrits sur l'art, textes réunis par Michel-Georges Bernard, Préface de Hamid Nacer-Khodja, El Kalima Éditions, Alger, 2013, 287 p. [ensemble des textes, articles et préfaces d'expositions, de Tahar Djaout, entre 1976 et 1991, sur les peintres et sculpteurs algériens ou d'origine algérienne]  (ISBN 978-9931-441-10-6)

### Dans les anthologies
- Des Chèvres noires dans un champ de neige ? 30 poètes et 4 peintres algériens, Bacchanales no 32, Saint-Martin-d'Hères, Maison de la poésie Rhône-Alpes - Paris, Marsa éditions, 2003 ; Des chèvres noires dans un champ de neige ? (Anthologie de la poésie algérienne contemporaine), édition enrichie, Bacchanales, no 52, Saint-Martin-d'Hères, Maison de la poésie Rhône-Alpes, 2014
- Ali El Hadj Tahar, Encyclopédie de la poésie algérienne de langue française, 1930-2008 (en deux tomes), Alger, Éditions Dalimen, 2009, 956 pages  (ISBN 978-9961-759-79-0)
- Abdelmadjid Kaouah, Quand la nuit se brise (Poésie algérienne francophone contemporaine), éditions du Seuil, Paris, 2012

## Adaptation cinématographique
- Les Suspects, scénario de Kamal Dehane et Mahmoud Ben Mahmoud d'après Les Vigiles, 105 min, production Saga Film, Flash-Media, RTBF, ENTV avec l'aide du Ministère algérien de la Communication et de la Culture, du Centre du Cinéma et de l'Audiovisuel de la Communauté française de Belgique et des télédistributeurs wallons, 2004.

## Analyse de son œuvre
« Djaout s'insurge sans doute d'abord contre tous les opiums – et il le fait avec une précision féroce. Mais son impatience de l'amour fait surtout éclater les murs, bouscule les tergiversations et les formules convenues. Lui aussi veut vivre en joie et en gloire. […] La poésie de Djaout est enfin très enracinée dans le terroir africain. Ses racines et ses adhérences viennent à bout du macadam de la Ville ; elles plongent dans l'humus ancestral du grand continent et dans ses rythmes. »

— Jean Déjeux, Jeunes Poètes algériens, Paris, Éditions Saint-Germain-des-Prés, 1981

« C'était, au sens philosophique du terme, un libertin. Cheveux de jais, regard malicieux derrière ses lunettes, il aimait à lisser ses moustaches. Il avait le sens de la repartie, celle qui désarçonne les bonimenteurs. Son humour agira, dans son œuvre, tel un claquement de fouet. En ce sens, il était fondu dans le même moule que le Marocain Driss Chraïbi. Djaout, donc ? Il commence par la poésie. »

— Mohamed Balhi, conférence à Tizi Ouzou, 22 mai 2008

## Hommages
Après sa disparition la BBC réalise sur lui un documentaire intitulé Shooting the Writer, avec la participation notamment de sa femme, sa mère, Rachid Mimouni et Omar Belhouchet.
En hommage, Matoub Lounès, lui-même assassiné en juin 1998, compose en 1994 une chanson dont le titre est le prénom de l'une de ses filles, Kenza.
Le chanteur Aksel lui rend également hommage avec "loukane" extraite de son premier album.

## Décorations
- Djadir de l'ordre du Mérite national d'Algérie.